# Ясаев, Ахмед Ильманович
Ахмед Ильманович Ясаев (род. 16 марта 1994 года) — российский боец смешанных боевых искусств, представитель наилегчайшего веса, выступает на профессиональном уровне с 2016 года. Обладатель Кубка России по грэпплингу, серебряный призёр чемпионата мира по грэпплингу, чемпион России по грэпплингу.

## Спортивные достижения
- Кубок России по грэпплингу (Москва 2017) — ;
- Чемпионат мира по грэпплингу (2018) — ;
- Чемпионат России по грэпплингу — [1][2].

## Статистика ММА
| Боёв 5          | Побед 5 | Поражений 0 |
| --------------- | ------- | ----------- |
| Нокаутом        | 2       | 0           |
| Сдачей          | 1       | 0           |
| Решением        | 2       | 0           |
| Ничьи           | 0       | 0           |
| Не состоявшихся | 0       | 0           |

| Результат | Рекорд | Соперник                | Способ                        | Турнир                                                           | Дата | Раунд | Время           | Место                      | Примечание  |
| --------- | ------ | ----------------------- | ----------------------------- | ---------------------------------------------------------------- | ---- | ----- | --------------- | -------------------------- | ----------- |
| Победа    | 5-0    | Артур Оганесян (4-2)    | Техническим нокаутом (удары)  | ACA YE 23 - ACA Young Eagles 23: Grand Prix Finals               | 2    | 1:23  | 25 декабря 2021 | Грозный, Россия            |             |
| Победа    | 4-0    | Мхитар Барсегян (4-1)   | Решением (единогласным)       | ACA YE 20 - ACA Young Eagles 20                                  | 3    | 5:00  | 16 августа 2021 | Грозный, Россия            |             |
| Победа    | 3-0    | Тимур Алиев (2-2)       | Сабмишном (удушение север-юг) | ACA YE 17 - ACA Young Eagles 17: Grand Prix 2021 Opening Round 2 | 2    | 2:47  | 20 февраля 2021 | Толстой-Юрт, Чечня, Россия |             |
| Победа    | 2-0    | Бахруз Ахмедов (0-0)    | Техническим нокаутом (удары)  | FFC Global - The Belt of Friendship                              | 1    | 3:38  | 3 февраля 2019  | Грозный, Россия            |             |
| Победа    | 1-0    | Талгат Жумагалиев (2-0) | Решением (единогласным)       | Alash Pride - Atyrau the Beautiful                               | 2    | 5:00  | 16 января 2016  | Атырау, Казахстан          | Дебют в ММА |